# Brithodes quadrilineata
Brithodes quadrilineata är en fjärilsart som beskrevs av Bethune-Baker 1908. Brithodes quadrilineata ingår i släktet Brithodes och familjen nattflyn. Inga underarter finns listade i Catalogue of Life.